# Tepehuacán de Guerrero (kommun)
Tepehuacán de Guerrero är en kommun i Mexiko.   Den ligger i delstaten Hidalgo, i den sydöstra delen av landet, 180 km norr om huvudstaden Mexico City.
Följande samhällen finns i Tepehuacán de Guerrero:
- Acoyotla
- Zacualtipanito
- Tepehuacán de Guerrero
- Tenango
- Ahuatetla
- Cahuazaz de Morelos
- Ixtlapalaco
- El Naranjal
- Colonia Guadalupe
- Coyutla
- San Andrés
- La Palma
- San Simón
- Amatitla
- Tizapa
- Soyuco
- Texopich
- Pueblo Nuevo
- Choquintla
- Huixquilico
- San Antonio
- Xiliapa
- Chalahuite